# Hora (déesse)
Hora  est une déesse romaine. Elle est la fille d'Ouranos et la femme de Quirinus.
De même que Quirinus est Romulus divinisé, Hora est, selon Ovide, Hersilie, épouse de Romulus, divinisée par l'intervention de Junon.